# District de Xihu (Nanchang)
Pour les articles homonymes, voir Xihu.
Le district de Xihu (西湖区 ; pinyin : Xīhú Qū) est une subdivision administrative de la province du Jiangxi en Chine. Il est placé sous la juridiction de la ville-préfecture de Nanchang.